# Determinazione del numero di perossidi
La determinazione del numero dei perossidi è un metodo di chimica analitica classica per determinare il grado di irrancidimento di un olio alimentare o di un grasso alimentare (di origine vegetale o animale).
Il test determina quantitativamente il numero di perossidi (NP), indice della quantità di prodotti primari di autoossidazione degli acidi grassi.
Questo test si affianca al saggio di Kreiss.

## Principio
In seguito alle reazioni chimiche che hanno luogo durante il processo di irrancidimento di un olio alimentare, si formano anche perossidi come prodotti di tali reazioni. Il "numero di perossidi", o meglio la loro concentrazione nel campione (espressa in milliequivalenti di ossigeno attivo per chilogrammo di olio), è dunque un'indicazione del grado di avanzamento delle reazioni di irrancidimento. Maggiore è il grado di irrancidimento, peggiore è la qualità dell'olio alimentare (anche in termini di proprietà nutritive e organolettiche).

## Procedimento
La determinazione dei perossidi consiste in una titolazione iodometrica indiretta. Durante il test, si libera infatti iodio che è titolato con una soluzione standard di tiosolfato di sodio (Na2S2O3) e un apposito indicatore (salda d'amido).
Si utilizza una miscela acido acetico glaciale e cloroformio come miscela estraente.
Una volta determinata la concentrazione di iodio liberata, si può risalire facilmente alla quantità di perossidi presenti nel campione, essendo tale quantità direttamente proporzionale alla quantità di iodio liberato.

### Procedura operativa
1. Si aggiungono a 1 g di olio 25 ml di miscela acido acetico e cloroformio 3:2 e 10 ml di una soluzione standard di KI.
2. Si agita e si lascia riposare al buio per 2 minuti.
3. Si diluisce con 25 ml di acqua distillata.
4. Si titola lo iodio prodotto con Na2S2O3 0,01 N; come indicatore si utilizza la salda d'amido

Il NP si esprime come mEq di ossigeno su 1000 g di olio.

## Normativa
Nell'ambito della Comunità Europea, la classificazione degli oli di oliva e oli di sansa d'oliva è strettamente regolamentata, stabilendo per ciascuna tipologia dei valori limite da rispettare per quanto riguarda certi parametri, tra cui il numero di perossidi.
In particolare, nel REGOLAMENTO DELEGATO (UE) 2015/1830 DELLA COMMISSIONE dell'8 luglio 2015, che modifica il regolamento (CEE) n. 2568/91 relativo alle caratteristiche degli oli d'oliva e degli oli di sansa d'oliva nonché ai metodi ad essi attinenti, si indicano tali limiti per il numero di perossidi:
| Categoria                                                                  | Numero di perossidi (mEq O2/kg) |
| -------------------------------------------------------------------------- | ------------------------------- |
| Olio extra vergine di oliva, olio di oliva vergine                         | ≤ 20                            |
| Olio di oliva composto di oli di oliva raffinati e di oli di oliva vergini | ≤ 15                            |
| Olio di sansa di oliva                                                     | ≤ 15                            |
| Olio di oliva raffinato                                                    | ≤ 5                             |
| Olio di sansa di oliva raffinato                                           | ≤ 5                             |

Non sono indicati limiti invece per il numero di perossidi nell'olio di oliva lampante e nell'olio di sansa di oliva greggio.